# ITTF World Tour Grand Finals

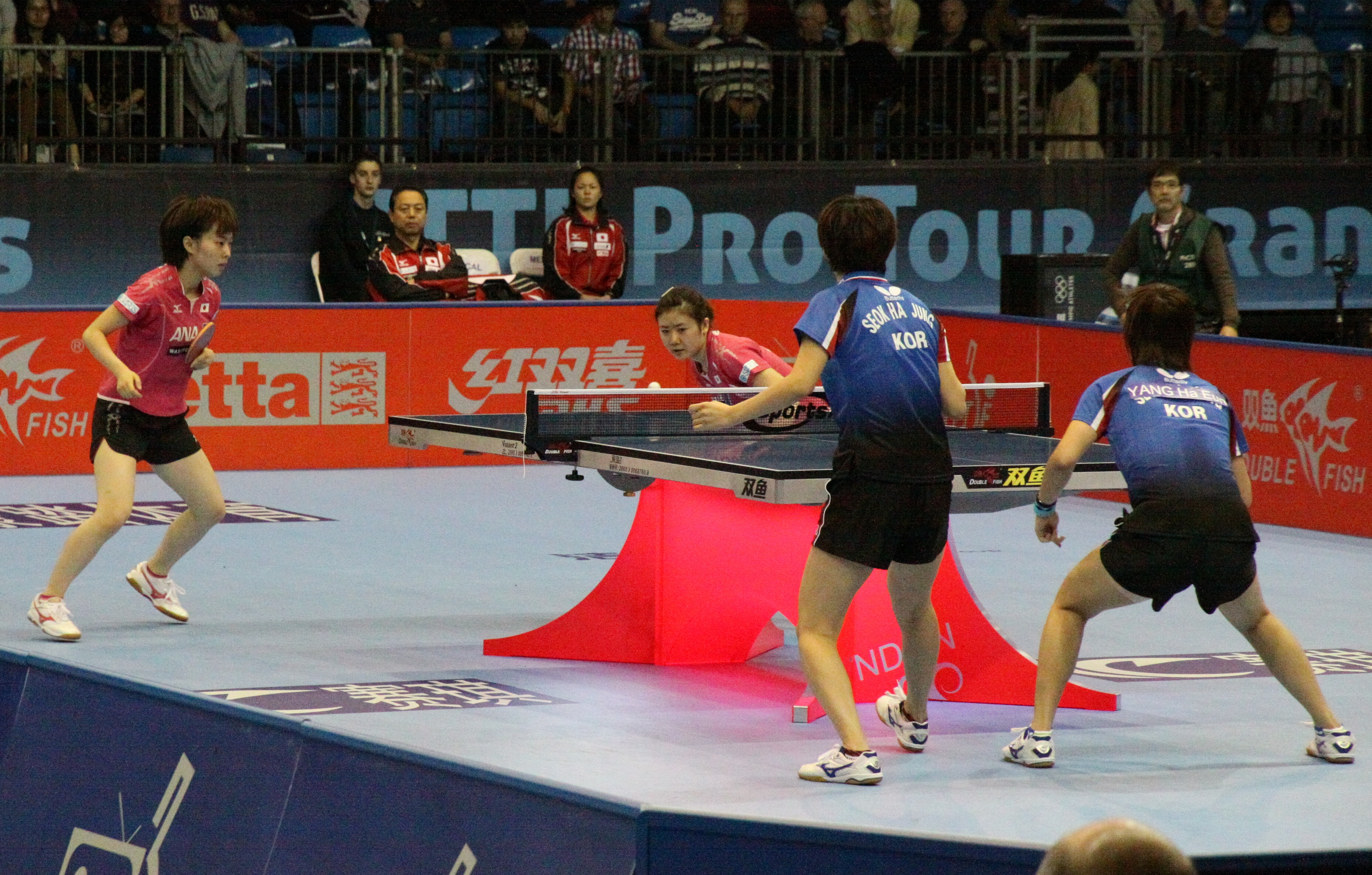
Kasumi Ishikawa y Ai Fukuhara durante la final del Table Tennis Pro Tour en el ExCeL de Londres en 2011.

El World Tour Grand Finals, conocido como Pro Tour Grand Finals hasta 2011, es el evento principal y más importante del circuito ITTF World Tour de tenis de mesa, el cual se disputa anualmente al final de cada temporada. La competición incluye las modalidades de individuales y dobles en las categorías masculina y femenina. Desde 2018 se incorpora la modalidad de dobles mixto. Participan 16 jugadores en la modalidad de individuales y 8 parejas en la modalidad de dobles. El formato de competición es de eliminación directa. En 2020 la competición se denominó únicamente "Las finales" al no haberse disputado previamente la mayor parte de los tornes del circuito, y se desarrolló exclusivamente en las modalidades individuales. El campeón de individuales tenía derecho a participar en el Torneo de campeones (que dejó de celebrarse en 2009).

## Historia
El World Tour Grand Finals apareció en 1996 como consecuencia del proyecto entonces denominado ITTF Pro Tour que pretendía aumentar la participación de los mejores jugadores del mundo, quienes habían descendido su participación en las competencias alrededor del mundo debido a los buenos dividendos financieros que otorgaban las ligas, especialmente las europeas. El World Tour Grand Finals es el evento mayor del circuito ITTF World Tour y otorga atractivas sumas de dinero que en 2017 han totalizado 1 millón de dólares a repartir entre las diferentes modalidades y posiciones galardonadas, incluyendo entre otros premios 100.000, 55.000, 35.000 y 25.000 dólares respectivamente para el campeón, subcampeón, semifinalistas y cuartofinalistas en las modalidades individuales masculina y femenina, y 16.000 dólares para los campeones de dobles masculino y femenino. Desde su implementación los resultados han sido exitosos, el atractivo premio entregado por el World Tour Grand Finals ha aumentado considerablemente la participación de los mejores jugadores del orbe en los eventos del circuito ITTF World Tour alrededor del mundo para poder clasificar al World Tour Grand Finals.

## Sistema de clasificación
Los jugadores compiten en eventos del circuito ITTF World Tour alrededor del mundo acumulando puntos de acuerdo a sus resultados. Para clasificar al World Tour Grand Finals, el evento final y más importante del circuito, un jugador debe haber competido en al menos seis torneos del circuito o haber jugado en al menos tres continentes; en cuanto a las parejas del dobles, la misma pareja debe haber competido en al menos cuatro torneos del circuito. Considerando el puntaje acumulado total del circuito, los 16 mejores de los eventos de individuales y las 8 mejores parejas de dobles, que además cumplan los requisitos anteriormente mencionados, son los elegidos para participar en este prestigioso torneo.

## Palmarés

### Campeonatos
En el cuadro siguiente se muestran los ganadores de todas las categorías y modalidades del World Tour Grand Finals. Para un mayor detalle 
| Temporada | Sede      | Individuales masculino | Individuales femenino | Dobles masculino              | Dobles femenino            | Dobles mixto               |
| 2020      | Zhengzhou | Ma Long                | Chen Meng             |                               |                            |                            |
| 2019      | Zhengzhou | Fan Zhendong           | Chen Meng             | Fan Zhendong Xu Xin           | Miyuu Kihara Miyu Nagasaki | Xu Xin Liu Shiwen          |
| 2018      | Incheon   | Tomokazu Harimoto      | Chen Meng             | Jang Woo-jin Lim Jonghoon     | Mima Ito Hina Hayata       | Wong Chun Ting Doo Hoi Kem |
| 2017      | Astana    | Fan Zhendong           | Chen Meng             | Masataka Morizono Yuya Oshima | Chen Meng Zhu Yuling       |                            |
| 2016      | Doha      | Ma Long                | Zhu Yuling            | Jun Young-sik Lee Sang-su     | Yui Hamamoato Hina Hayata  |                            |
| 2015      | Lisboa    | Ma Long                | Ding Ning             | Masataka Morizono Yuya Oshima | Ding Ning Zhu Yuling       |                            |
| 2014      | Bangkok   | Jun Mizutani           | Kasumi Ishikawa       | Cho Eon-Rae Seo Hyun-Deok     | Miu Hirano Mima Hito       |                            |
| 2013      | Dubái     | Xu Xin                 | Liu Shiwen            | Gao Ning Li Hu                | Ding Ning Li Xiaoxia       |                            |
| 2012      | Hangzhou  | Xu Xin                 | Liu Shiwen            | Gao Ning Li Hu                | Feng Tianwei Yu Mengiu     |                            |
| 2011      | Londres   | Ma Long                | Liu Shiwen            | Ma Long Zhang Jike            | Guo Yue Li Xiaoxia         |                            |
| 2010      | Seúl      | Jun Mizutani           | Feng Tianwei          | Jiang Tianyi Tang Peng        | Kim Kiung-Ah Park Mi-Young |                            |
| 2009      | Macao     | Ma Long                | Guo Yan               | Timo Boll Christian Suss      | Ding Ning Liu Shiwen       |                            |
| 2008      | Macao     | Ma Long                | Guo Yan               | Gao Ning Yang Zi              | Li Jia Wei Sun Bei Bei     |                            |
| 2007      | Pekín     | Ma Lin                 | Li Xiaoxia            | Wang Liqin Chen Qi            | Guo Yue Li Xiaoxia         |                            |
| 2006      | Hong Kong | Wang Hao               | Zhang Yining          | Hao Shuai Ma Long             | Wang Nan Zhang Yining      |                            |
| 2005      | Fuzhou    | Timo Boll              | Zhang Yining          | Timo Boll Christian Suss      | Gao Jun Shen Yanfei        |                            |
| 2004      | Pekín     | Wang Liqin             | Guo Yue               | Ma Lin Chen Qi                | Wang Nan Zhang Yining      |                            |
| 2003      | Cantón    | Wang Hao               | Niu Jianfeng          | Ma Lin Chen Qi                | Guo Yue Niu Jianfeng       |                            |
| 2002      | Estocolmo | Chuan Chih-Yuan        | Zhang Yining          | Kong Linghui Ma Lin           | Li Jia Niu Jianfeng        |                            |
| 2001      | Hainan    | Ma Lin                 | Wang Nan              | Kim Taek Soo Oh Sang Eun      | Lee Eun Sil Ryu Ji Hae     |                            |
| 2000      | Kōbe      | Wang Liqin             | Zhang Yining          | Wang Liqin Yan Sen            | Sun Jin Yang Ying          |                            |
| 1999      | Sídney    | Liu Guozheng           | Chen Jing             | Kong Linghui Ma Lin           | Li Ju Wang Nan             |                            |
| 1998      | París     | Wang Liqin             | Wang Nan              | Wang Liqin Yan Sen            | Li Ju Wang Nan             |                            |
| 1997      | Hong Kong | Vladimir Samsonov      | Li Ju                 | Kong Linghui Liu Gouliang     | Li Ju Wang Nan             |                            |
| 1996      | Tianjin   | Kong Linghui           | Deng Yaping           | Wang Liqin Yan Sen            | Deng Yaping Yang Ying      |                            |

### Ganadores
En la siguiente tabla se muestran los tenimesistas masculinos han obtenido seis o más campeonatos, considerando la modalidad de individuales y dobles.
| Nombre       | Individuales | Dobles | Total |
| Ma Long      | 6            | 2      | 8     |
| Wang Liqin   | 3            | 4      | 7     |
| Wang Nan     | 2            | 5      | 7     |
| Zhang Yining | 4            | 2      | 6     |
| Ma Lin       | 2            | 4      | 6     |